# Princeton (West Virginia)
Princeton is een plaats (city) in de Amerikaanse staat West Virginia, en valt bestuurlijk gezien onder Mercer County.

## Demografie
Bij de volkstelling in 2000 werd het aantal inwoners vastgesteld op 6347.
In 2006 is het aantal inwoners door het United States Census Bureau geschat op 6200, een daling van 147 (-2,3%).

## Geografie
Volgens het United States Census Bureau beslaat de plaats een oppervlakte van
7,8 km², geheel bestaande uit land. Princeton ligt op ongeveer 25 m boven zeeniveau.

## Geboren
- Kevin Sizemore (30 april 1972), acteur en filmproducent

## Plaatsen in de nabije omgeving
De onderstaande figuur toont nabijgelegen plaatsen in een straal van 16 km rond Princeton.